# Józefowo (powiat toruński)
Józefowo – wieś w Polsce położona w województwie kujawsko-pomorskim, w powiecie toruńskim, w gminie Lubicz.
W latach 1975–1998 miejscowość należała administracyjnie do województwa toruńskiego.
W miejscowości funkcjonuje kąpielisko, które znajduje się nad mającym 5,5 ha powierzchni jeziorem Józefowo. Nie ma ono żadnych dopływów, jest zasilane wodami opadowymi. Maksymalna głębokość wynosi 12 m, a średnia 4 m.